# 청도읍성
청도읍성(淸道邑城)은 대한민국 경상북도 청도군 화양읍에 있는 고려 시대 읍성이다. 1995년 1월 14일 경상북도의 기념물 제103호로 지정되었다.

## 개요
읍성이란 군이나 현의 주민을 보호하고, 군사적·행정적인 기능을 함께 하는 성을 말한다.
청도읍성은 남쪽이 높고 북쪽이 낮은 자연지형을 이용하여 지은 성으로, 산성과 평지성의 중간 형태를 보여주고 있다.
『읍지』의 기록에 따르면 성의 둘레는 1570보(1880m)이고, 높이는 5자 5촌(1.7m)이었다고 하나, 일제시대 때 읍성 철거정책에 따라 대부분이 헐리었고, 지금은 성벽의 바닥과 일부만이 남아있다. 성의 평면형은 사각형에 가까우며, 동·서·북쪽에 문터가 남아 있다.
청도읍성은 고려 때부터 있었으며, 당시에는 돌과 흙을 섞어 쌓은 것이었는데, 조선 선조 23년(1590)에 돌로 고쳐쌓아 선조 25년(1592)에 완성하였다고 한다.

## 현지 안내문
읍성은 지방관아가 소재한 고을의 방어를 목적으로 축성된 성곽이다. 청도읍성이 처음 축성된 시기는 명확히 알 순 없으나, 고려시대부터 있었다고 전해지며, 현재의 규모는 조선시대 선조 년간에 이루어진 것이다. 선조 때 왜의 침략에 대비하기 위해 동래에서 서울로 향하는 주요 도로변에 성을 수축하였는데 청도군수 이은휘가 선조 23년(1590) 시작하여 2년 후 완공하였다. 둘레가 1,570보(약 1.88km), 높이는 5자 5촌(약 1,65m)이며 동문·서문·북문이 있었다. 임진왜란과 여러 번의 화재로 소실되기도 하였지만 수 차례 개축하여 읍성을 유지하여 왔고, 고종 7년(1870년) 남문을 건립하여 4문을 갖추게 되었다.
일제강점기를 거치면서 도시화와 도로개설로 문루는 철거되고 성벽 일부는 훼손되었으나 문화재적 가치를 인정받아 1995년 경상북도 기념물 제103호로 지정되었다.
청도읍성은 성의 기저부가 전역에 걸쳐 남아 있고, 각종 지리지와 고지도에 자세한 기록이 있어 발굴조사와 고문헌 고증을 거쳐 북문(공북루)을 중심으로 성벽과 옹성 등 성곽을 복원해 나가고 있다.

## 참고 자료
- 청도읍성 - 국가유산청 국가유산포털